# Oh My Love
Oh My Love è il quinto album in studio della cantante giapponese Zard, pubblicato nel 1994.

## Tracce
1. Oh My Love – 4:33
2. Top Secret – 5:11
3. Kitto Wasurenai (きっと忘れない?) – 4:14
4. Mō Sukoshi, Ato Sukoshi... (もう少し あと少し…?) – 4:48
5. Ame ni Yurete (雨に濡れて?) – 4:34
6. Kono Ai ni Oyogi Tsukarete mo (この愛に泳ぎ疲れても?) – 4:16
7. I still remember – 6:06
8. If You Gimme Smile – 4:03
9. Rainen no Natsu mo (来年の夏も?) – 4:33
10. Anata ni Kaeritai (あなたに帰りたい?) – 6:17